# Seule Soromon
Seule Soromon, né le 14 août 1984, est un footballeur international  vanuatais. Il joue au poste d'attaquant.
Il est originaire de Mele, qui est situé au nord-ouest de Port-Vila.

## Carrière de club
Soromon a joué pour le Suva FC aux Fidji ainsi qu'en Nouvelle-Zélande, du côté de Wairarapa United. En 2008, il rejoint le Championnat de Nouvelle-Zélande, avec les Hawke's Bay United.

## Carrière internationale
Il fait ses débuts pour l'équipe du Vanuatu de football en août 2007 lors d'un match de qualifications pour la Coupe du monde, contre les Samoa. Lors de sa seconde sélections, il marqua 5 buts, contre les Samoa américaines.